# مشروب كحولي ذو كافيين
المشروب الكحولي ذو الكافيين  مشروب يحتوي على كلٍ من الكحول - الإيثانول على وجه التحديد- وكمية كبيرة من الكافيين. الكافيين منبه، يُخْفي بعضَ التأثيراتِ المرتبطة بالكآبة الناجمة عن الكحول. واجه هذا المشروب عدة انتقادات - خصوصاً في عامي 2010 و2011 - بسبب ظهور مخاطر صحية. يُحْظر تداولُ هذا المشروبِ في بعض الأماكن.

## المكونات
المكونات الرئيسة لهذا المشروب هي: الكافيين والكحول. بالنسبة الكافيين؛ فهو موجود عادة في مشروب الطاقة والقهوة والشاي والشكولاتة الداكنة، ويمكن تناوله أيضًا مع أي مشروب كحولي.

## علم العقاقير
- آلية عمل الكافيين الأساسية مناهضة مستقبلات الأدينوزين في الدماغ.
- الإيثانول (الكحول) هو أحد مثبطات امتصاص الأدينوزين.[6]